# 雨之Melody/to Heart
《雨的旋律／to Heart》（Melody／to Heart）是日本二人組合近畿小子的第8張單曲。於1999年10月6日由傑尼斯娛樂唱片公司發行。

## 解說
這是繼「Happy Happy Greeting／Cinderella Christmas」以來的一張「兩A面」單曲。與上一張單曲相比，是一改之下的跳舞曲目，就連歌詞也包含一些較為嚴肅的內容。與第4張單曲「擁抱全部／青春時代」一樣，兩A面的第2曲目是由堂本剛所主演的電視劇的主題曲，但與「擁抱全部」的開朗旋律相比，這張單曲兩首歌的曲調都只滲入了很少流行曲的曲風。
Oricon統計的首批銷量亦同樣受到上一張單曲的百萬銷量所影響，上升了10萬張左右。最終累積銷量則達85萬張左右。不過，這張單曲卻承繼不了意外地大受歡迎的上一張單曲，只能佔據在Oricon銷量榜的第一位連續兩個星期而已。

## 名稱
- 日語原名：Melody／to Heart
- 中文意思：雨之旋律／給予內心
- 香港正東譯名：雨中的音符／to Heart
- 台灣豐華譯名：雨的旋律／to Heart
- 台灣艾迴譯名：雨的旋律／to Heart

## 收錄歌曲
1. 雨的旋律（Melody）
  - 作曲：坂井秀陽、武藤敏史
  - 作詞：康珍化
  - 編曲：有賀啟雄
2. to Heart
  - ※堂本剛參與演出的東京放送連續劇『to Heart～至死不渝～』主題曲。
  - 作曲：宮崎步
  - 作詞：久保田洋司、E.Komatsu
  - 編曲：CHOKKAKU
3. 雨的旋律 (Instrumental)
  - 作曲：坂井秀陽、武藤敏史
  - 編曲：有賀啟雄
4. to Heart (Instrumental)
  - 作曲：宮崎步
  - 編曲：CHOKKAKU